# 長鰭淵珍魚
長鰭淵珍魚，為輻鰭魚綱水珍魚目小口兔鮭科的其中一種，為深海魚類，分布於西印度洋至東南大西洋海域，棲息深度0-400公尺，體長可達16公分，棲息在大洋中層水域，生活習性不明。